# Adlan Varaev
Adlan Abuevič Varaev (in russo Адлан Абуевич Вараев?; 2 gennaio 1962 – 4 maggio 2016) è stato un lottatore russo, fino al 1991 sovietico, specializzato nella lotta libera.

## Palmarès

### Olimpiadi
- 1 medaglia:
  - 1 argento (Seul 1988 nei -74 kg)

### Mondiali
- 2 medaglie:
  - 1 oro (Clermont-Ferrand 1987 nei -74 kg)
  - 1 argento (Budapest 1986 nei -74 kg)

### Europei
- 3 medaglie:
  - 3 ori (Il Pireo 1986 nei -74 kg; Veliko Tarnovo 1987 nei -74 kg; Manchester 1988 nei -74 kg)